# امولین دیویس
امولین دیویس (انگلیسی: Omolyn Davis؛ زادهٔ ۹ اوت ۱۹۸۷) بازیکن فوتبال اهل ایالات متحده آمریکا است.
از باشگاه‌هایی که در آن بازی کرده‌است می‌توان به مجیک‌جک اشاره کرد.
وی همچنین در تیم ملی فوتبال زنان جامائیکا بازی کرده‌است.